# Bert Sakmann
Bert Sakmann (Stuttgart, Alemania, 12 de junio de 1942) Estudió Medicina en la Universidad de Gotinga. Inicia su actividad investigadora trabajando junto a Erwin Neher en el Instituto Max Planck de química y biofísica en Gotinga. Desde 1989 ejerce el cargo de director de la Sección de Física del Instituto de Investigación Médica Max Planck de Heidelberg.
Obtiene el Premio Nobel de Fisiología o Medicina en el año 1991 compartido con Erwin Neher, por sus trabajos sobre la observación del paso de corrientes eléctricas por un canal de la membrana celular.